# 小行星6344
小行星6344（英語：P-L）是一颗围绕太阳公转的小行星。1993年11月7日，上田清二、金田宏在钏路市发现了此天体。
这颗小行星的绝对星等为78.83634等。